# باز دورنگ
باز دورنگ (نام علمی: Accipiter bicolor) گونه‌ای از پرندگان شکاری از خانواده بازان است. این گیاه در جنگل‌ها، بیشه‌ها، رشد دوم، مزارع و ساوانای جنگلی در جنوب شرقی مکزیک، آمریکای مرکزی، و شمال و مرکز آمریکای جنوبی (تا جنوب شمال آرژانتین ) یافت می‌شود.  اگرچه به طور کلی نامعمول است ولی فراوان‌ترین گونه بازها در بیشتر محدوده خود است، اما در ارتفاعات بالاتر از ۲٬۷۰۰ متر (۸٬۹۰۰ فوت) مانند بلندترین قسمت های آند دیده نمی‌شود. 

## زیستگاه و پراکندگی
باز دورنگ گسترده است اما به ندرت مشاهده می شود. دامنه آن از مکزیک تا غرب اکوادور، گویان تا کلمبیا، جنوب تا شرق پرو، از برزیل آمازون تا پاراگوئه، شمال-شمال غربی آرژانتین، بولیوی و تا شیلی گسترش می‌یابد.  عمدتاً در جنگل، در امتداد لبه‌های جنگل و در مناطق استوایی و نیمه‌گرمسیری محلی ساکن است،  اگرچه زیستگاه آن خیلی تخصصی نیست. همچنین ممکن است در جنگل‌های بارانی، خشک‌تر، جنگل‌های نازک‌تر و ساوانای نخل با جنگل گالری زندگی کند. 

## رفتار
پیدا کردن باز دورنگ به دلیل خجالتی بودن و نامحسوس بودن آن دشوار است. به دلیل این رفتار، باز دورنگ ممکن است بیشتر از آنچه به نظر می‌رسد، فراوان باشد. 